# 19 Leonis Minoris
19 Leonis Minoris är en gulvit stjärna i huvudserien i Lilla lejonets stjärnbild.
19 Leonis Minoris har visuell magnitud +5,10 och är synlig för blotta ögat vid normal seeing. Den befinner sig på ett avstånd av ungefär 90 ljusår.